# Soldier of Fortune II: Double Helix
Soldier of Fortune II: Double Helix – sequel gry FPS Soldier of Fortune wydany w 2002 roku, gdzie gracz wcielał się w postać Johna Mullinsa i walczył z grupą terrorystyczną dążącą do zdetonowania głowic nuklearnych. Gra jest bardzo brutalna, została jednak wyposażona w opcję Violence Lock, umożliwiającą zablokowanie brutalnych scen.

## Cechy gry
- Wiele misji, w których musimy wykazać się umiejętnościami taktycznego planowania, zadania ratunkowe, wywiadowcze, likwidacje celów, itp.
- Gra tworzona przy współpracy z rzeczywistym oficerem służb specjalnych.
- Możliwość wykorzystywania pojazdów, ciężarówek, jeepów, a nawet śmigłowców.
- Akcja rozgrywająca się w wielu regionach świata, między innymi w Pradze, Kolumbii, Hongkongu oraz na Kamczatce.
- Cała gama wyposażenia, w sumie 14 odmiennych broni oraz 10 typów granatów[3].
- Podobnie jak w pierwszej części, wrogowie z poszczególnych państw mówią w swoich ojczystych językach (rosyjski, hiszpański, chiński).

## Fabuła
W drugiej części gracz ponownie ma możliwość wcielenia się w rolę „konsultanta” wynajętego przez rząd Stanów Zjednoczonych, lecz zagrożenie jakie musi zażegnać jest o wiele bardziej śmiercionośne niż głowice nuklearne. Jest nim groźny wirus, który znajdując się w posiadaniu fanatycznej grupy terrorystycznej stanowi zagrożenie dla ludzkości. Fabuła przedstawiona jest w przerywnikach filmowych, trwających łącznie 37 minut

## Rozgrywka
Mullins jest samotnym strzelcem, samodzielnie radzącym sobie przeciwko dziesiątkom przeciwników, w grze jednak są misje, gdzie współpracuje z innymi żołnierzami. Cele jego misji są zróżnicowane, od zwykłego zniszczenia, po uratowanie zakładników. Inteligencja jego przeciwników stoi na wysokim poziomie (odpowiada za nią LiCH AI), ci współpracują ze sobą, chowają się przed ogniem czy uciekają, np. w sytuacji, gdy gracz wytrącił im broń z ręki. Gra ma system GHOUL, odpowiadający za realistyczne rany przeciwników. Poza trybem fabularnym gra posiada generator misji, który na podstawie prostych danych tworzy losową mapę. W trybie wieloosobowym może mierzyć się do 64 graczy, w takich trybach jak TeamDM, CTF, Elimination, czy Infiltration.